# Hållsdammen (Norra Fågelås socken, Västergötland)
Hållsdammen är en damm i Almnäsbäöcken i Hjo kommun i Västergötland och ingår i Motala ströms huvudavrinningsområde. Sjön har en area på 0,0498 kvadratkilometer och ligger 172 meter över havet.

## Delavrinningsområde
Hållsdammen ingår i det delavrinningsområde (646127-140694) som SMHI kallar för Mynnar i Vättern. Avrinningsområdets medelhöjd är 176 meter över havet och ytan är 13,1 kvadratkilometer. Det finns inga delavrinningsområden uppströms utan avrinningsområdet är högsta punkten. Vattendraget som avvattnar avrinningsområdet har biflödesordning 2, vilket innebär att vattnet flödar genom totalt 2 vattendrag innan det når havet efter 174 kilometer. Delavrinningsområdet består mestadels av skog (45 procent) och jordbruk (43 procent). Avrinningsområdet har 0,28 kvadratkilometer vattenytor vilket ger det en sjöprocent på 0,3 procent. Bebyggelsen i området täcker en yta av 1,09 kvadratkilometer eller 1 procent av avrinningsområdet.
Hållsdammen ligger nedströms Erikssonsdammen, Rammadammen och Mellandammen och uppströms Dicksonsdammen.